# Hymeraphia verticillata
Hymeraphia verticillata är en svampdjursart som beskrevs av James Scott Bowerbank 1866. Hymeraphia verticillata ingår i släktet Hymeraphia och familjen Raspailiidae. Inga underarter finns listade i Catalogue of Life.